# ワールドビッグテニス
『ワールドビッグテニス』は、1979年4月から1991年3月31日まで東京12チャンネル（1981年9月まで）→テレビ東京系列で放送されたテレビ番組。

## 概要
主にWCT（後のATPツアー）やWTAツアーの大会の中から好ゲームを選んで放送された。基本的には1試合を2-3回分を分割して放送されていた。また選手特集と題して、テクニックの分析などを紹介した。テーマソングはフランク・プゥルセルの「エミリーの瞳」。
テレビ東京における番組開始当初はシンガポール航空会社が一社提供のため「SIA ワールドビッグテニス」というタイトルだったが、その後は食品の明治屋に移り「明治屋マイ・ワールドビッグテニス」と改められた。この明治屋協賛時代に、番組題名と同じ名称のスポーツドリンク（他に「ラグビー」という商品もあった）が発売されていた。
なお北海道ではテレビ北海道が開局するまでは札幌テレビが1983年10月1日から1985年3月30日まで土曜 18:00 - 18:30に時差放送されていたが、麒麟麦酒がスポンサーであったため、『キリンワールドビッグテニス』として放送されていた。
過去10年間で最も多く登場した選手は男子はジョン・マッケンロー、女子はマルチナ・ナブラチロワであった。

## 出演者
- 解説：坂井利郎プロ、渡辺康二プロ　他
- 実況：藤吉次郎アナウンサー

## 放送日時
- 1981年4月 - 1988年3月：日曜 23:00 - 23:30
- 1988年4月 - 1990年9月：土曜 18:00 - 18:30
- 1990年10月7日 - 1991年3月31日：日曜 7:30 - 8:00[3]